# Барутане у Нишкој тврђави
Барутане (џебане) у Нишкој тврђави, су приземна правоугаона грађевина зидане у периоду од 1720 до 1723. године, од стране Османлија (током реконструкције и доградње старе Античке тврђаве од 1719 до 1737. године). Првобитно су била намењена за смештај барута, муниције, заштиту војнике и одбрану објеката у случају напада непријатеља, у Средњем веку, да би у 21. веку након реализације програма ревитализације Нишке тврђаве, једна по једна биле претворене у простор намењене бројним културним садржајима.
На простору Нишке тврђаве, полулкружно, на међусобном растојању од око 250 метара, размештено је укупно пет барутана. Четири, исте величине, уз северни зид, и једна мања у источном делу Тврђаве. Оне су једини сачувани објекти, те врсте и намене, у Србији.

## Статус и категорија заштите
Због свог историјског и археолошког значаја барутане у Нишкој тврђави проглашене су, 23. децембра 1982. године, за „Културно добро од великог значаја“ и под бројем СК 289 уведено је у централни регистар споменика културе у Републици Србији. Као основ за упис у регистар послужило је решење Завода за заштиту и научно проучавање споменика културе НРС бр.671/48 од 6. маја 1948. године.
Надлежни завод који води локални регистар и бригу о овом археолошком локалитету је: Завод за заштиту споменика културе Ниш.

## Историја
Тврђава Хисар у Нишу, грађена је као утврђени земљани бедемом на коме се налазило седам бастиона – табија, удаљених међусобно по 200 метара. На јужној страни Тврђаве налазио се ров широк осам до десет стопа и испуњен водом из Нишаве. У тврђаву се може ући и из ње изаћи кроз четири велике капије, из којих је на запад водио пут ка Београду, на исток ка Видину, на југ ка Солуну и север ка Сврљигу.
Од 1389. године када су први пут окупирале Ниш, Османлије су, по свему судећи, озбиљнију потребу да утврде град Ниш, видели тек када су 17. веку Аустријанци са севера почели све чешће да продиру и представљају озбиљну претњу, тада великом и моћном Османлијском царству. Реконструкцију древне Античке тврђаве, са које су до тада користили материјала за изградњу караван сараја и других објекат, Османлије су почеле крајем 17. века и коначно је завршили у трећој деценији 18. века. Данашње утврђење је артиљеријског типа највише је грађено у периоду од 1719. до 1723. године на простору античког и раног средњовековног утврђења које је стално мењало господара. Византијци, Срби и Бугари.
Султановом повељом од 19. фебруара 1719. одлучено је да се у Нишу изгради јака тврђава. У пролеће исте године отпочели су радови по пројекту главног архитекте Мехмед аге и његовог брата Мустафа аге, главног организатора радова. Прве године градње, 1719. године, ангажовао је више десетина хиљада спахија из десет санџака Румелијског беглербеглука, а 1722. године из 14 санџака. Последње године градње бедема, 1723, доведено је 40 мајстора каменорезаца из Цариграда, а бедем је зидало 400 зидара. Завршетак радова обележен је свечаностима и постављањем плоче са записом на Стамбол капији, јуна 1723. године.
Као и свако артиљеријско утврђење, данашња Нишка тврђава има полигоналну основу, са седам неједнаких страна и четири велике капије (Стамбол врата, Београдска врата,  Водена или јагодинмалска врата и Видинска врата), једном малом капијом (тзв.потерна врата, „вратанца“ којима се излази у градске ровове) и осам бастионих тераса. Са бедемима дужине 2.100 m који су широки 3 m, а високи 8 m тврђава захвата површину од 22 ha, 80 ари и 52 m².
Коначни, данашњи изглед Нишка тврђава грађена добила је у периоду од 1719. до 1723, када је саграђено и пет барутана (1720—1723), мада је дограђивана још наредних 15 година све до 1737. године.

## Положај, пространство и изглед објеката
Барутана (џебане)у Нишкој тврђави укупно има пет. Четири барутане које су исте величине, налазе се уз северни бедем тврђава, док се пета (мања) налази у источном делу Тврђаве. Ова мања барутана, позната је и као „ковачница“ јер је до 70-тих година 20. века била ковачница у саставу грађевинске оперативе Завода за заштиту споменика културе Ниш.
У архитектонском смислу барутане су приземне правоугаоне грађевине са кровом изведеним на четири воде, и препокривеним ћеремидом. Ентеријер барутане састоји се од:
- Средишње просторије, полуобличасто засведене, ограничене масивним зидом, дебљине преко једног метра. Ова, централна, просторија служила је за чување барута и муниције.
- Околног узаног ходника, око централне просторије, такође полуобличасто засведен, који је коришћен за заштиту војнике у случају напада на тврђаву.

На спољашњем зиду барутане (џебане) налази се 12 узаних, правоугаоних, отвора (пушкарница), кроз које су војници могли да дејствују по непријатељу и бране објекат.
Масивни спољни и унутрашњи зидови барутане (џебане) грађени су од ломљеног и грубо притесаног камена, а углови, довратници и надвратници од пешчара. Цео објекат окружује серклаж, венац дуж поткровља, који је од камених плоча и опеке.
Улазна врата на барутани су од масивног буковог дрвета, и ојачана су профилима од кованог гвожђа.
Барутана у источном делу Тврђаве, која је такође правоугаоног облика, мања је по површини, и подељена је преградним зидом на две мање просторије, са посебним дрвеним вратима на свакој. Кровна конструкција објекта је на две воде и препокривена је ћеремидом.

## Галерија
Барутана 1
Барутана 2
Барутана 3